# Star Trek: Nemesis
För andra betydelser, se Nemesis (olika betydelser).
Star Trek: Nemesis är en amerikansk science fiction-film som hade biopremiär i USA den 13 december 2002. Det är den tionde långfilmen baserad på TV-serien Star Trek. Det var också den sista Star Trek-filmen som handlade om besättningen från Star Trek: The Next Generation.

## Handling
Efter ett attentat mot den romulanska senaten, utfört av den remanska rebelledaren Shinzon, får Jean-Luc Picard veta att Shinzon är en klon av honom, och att han gärna vill berätta sin sida av saken, nämligen hur romulanerna höll honom och en massa remaner fångna, enbart för sin bakgrunds skull. Picard börjar precis få sympatier för Shinzon, när dennes verkliga planer kommer fram.
Samtidigt har Data lyckas lokalisera vad som verkar vara en prototyp till honom själv, tillverkad av Dr Noonien Soong. Han blir dock besviken när prototypen, som kallas B-4 (av engelskans before, vilket betyder innan eller före) inte alls verkar vara lika sofistikerad som han själv. B-4, spelad av Brent Spiner, har emellertid ett eget, hemligt, syfte.

## Rollista
| Skådespelare    | Roll            |
| --------------- | --------------- |
| Patrick Stewart | Jean-Luc Picard |
| Jonathan Frakes | William Riker   |
| Brent Spiner    | Data och B-4    |
| LeVar Burton    | Geordi LaForge  |
| Michael Dorn    | Worf            |
| Marina Sirtis   | Deanna Troi     |
| Gates McFadden  | Beverly Crusher |
| Tom Hardy       | Shinzon         |
| Wil Wheaton     | Wesley Crusher  |
| Whoopi Goldberg | Guinan          |
| Dina Meyer      | Donatra         |
| Kate Mulgrew    | Kathryn Janeway |

### Fotnoter
1. ↑  ”Star Trek: Nemesis” (på engelska). Box Office Mojo. 13 december 2002. http://www.boxofficemojo.com/movies/?id=startrek10.htm. Läst 7 september 2016.